# Alla Horszka
Alla Horszka (ukránul: Алла Горська; Jalta, 1929. szeptember 18. – Vaszilkiv, 1970. november 28.) az 1960-as évek ukrán művésze, monumentalista festő, az underground művészeti mozgalom egyik első képviselője, másként gondolkodó és emberjogi aktivista. A „hatvanasok” mozgalmának tagja Ukrajnában.

## Élete

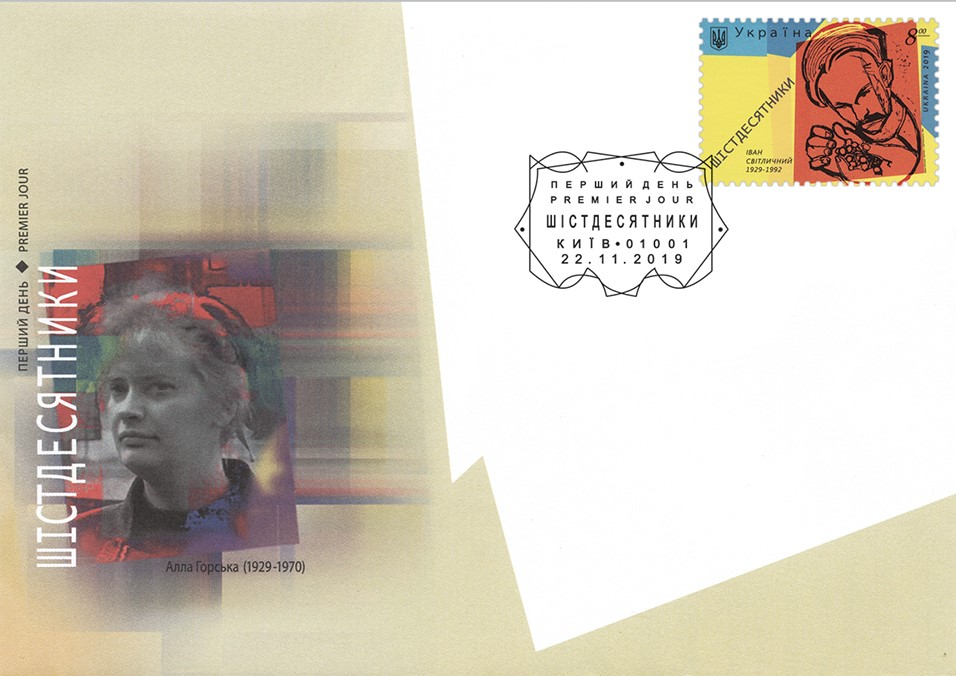
Portréja az ukrán posta nyomtatványán

Sikeres művészcsaládból származott. Jaltában született, mert apja a szovjet filmipar egyik alapítója, a jaltai filmstúdió alkalmazottja és 1931-től igazgatója volt. 1932-ben és 1933-ban a család Moszkvában, majd Leningrádban élt, ahol Alla átélte a leningrádi blokádot, mielőtt 1943 kora nyarán Alma-Atába evakuálták. 1943 végén a család Kijevbe költözött, ahol az apa a kijevi filmstúdió igazgatója lett. 1946-tól a Sevcsenko Kijevi Állami Művészeti Iskolában tanult, 1948-ban érettségizett.
1952 nyarán feleségül ment a festőművész Viktor Zareckijhez, akivel ugyanannak az egyetemnek a növendékei voltak. 1954-ben szerzett diplomát a Kijevi Művészeti Intézetben.
Festőként számos műalkotást készített, mint például a Fiú portréja (1960), az Apa portréja (1960), Ábécé (1960), A folyón (1962–1963), Vaszil Szimonenko portréja (1963). Számos olyan monumentális képet készített, amelyek a Szovjetunióban (Oroszországban) találhatók.
1962-ben az Alkotó Fiatalok Klubjának egyik alapítója és aktív tagja lett.
1962-ben Alla Horska, Vaszil Szimonenko és Lesz Tanyuk felfedték a „szovjet állam ellenségeinek ” jelöletlen tömegsírhelyeit, amelyeket az NKVD hozott létre. Az aktivisták ezt bejelentették a kijevi városi tanácsnak („II. memorandum”).
1965 és 1968 között részt vett az ukrán emberi jogi aktivisták és mások elnyomása elleni tiltakozásokon. Emiatt a szovjet biztonsági szolgálatok üldözték. Egyfajta védelmet jelentett azonban számára, hogy egy művészcsoporttal Doneckben és Krasznodonban monumentális műalkotásokon dolgozott, amelyeket a politikai vezetők fontosnak tartottak.
1967-ben részt vett Vjacseszlav Csornovil tárgyalásán Lvivben. A kijevi aktivisták egy csoportja tiltakozott a bírósági eljárások törvénytelen lefolytatása ellen. A következő évben aláírta a Szovjetunió Kommunista Pártja főtitkárának címzett 139. számú tiltakozó levelet, amelyben követelte az ilyen illegális eljárások beszüntetését. Következésképpen a KGB nyomást gyakorolt és megfenyegette e levél aláíróit.

### A halála

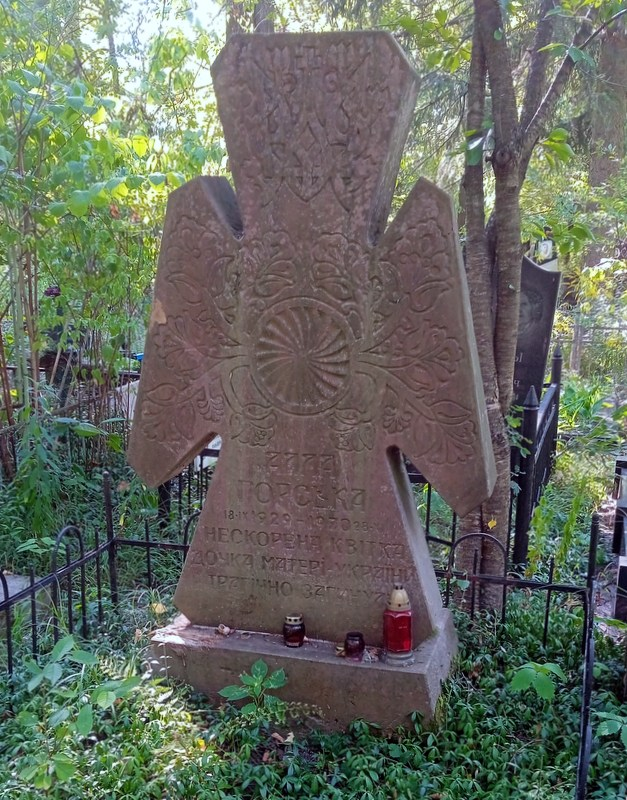
Sírja a Berkovecs temetőben

Alla Horskát 1970. november 28-án gyilkolták meg, miközben a KGB megfigyelése alatt állt. Temetése 1970. december 7-én volt, ami polgári ellenállást indított el.

## Fordítás
- Ez a szócikk részben vagy egészben  az   Alla Horska című angol Wikipédia-szócikk ezen változatának fordításán alapul.  Az eredeti cikk szerkesztőit annak laptörténete sorolja fel. Ez a jelzés csupán a megfogalmazás eredetét és a szerzői jogokat jelzi, nem szolgál a cikkben szereplő információk forrásmegjelöléseként.